# Schneider SG-38

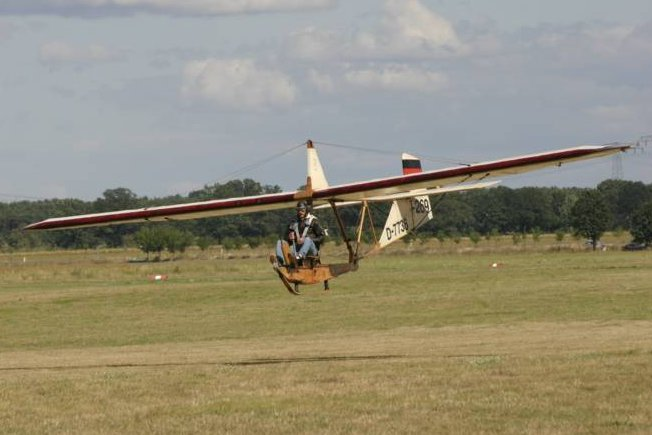
Schulgleiter SG 38

De Schneider SG-38 (Schul Gleiter 38, "les zwever 38") is een in 1938 door Fritz Stamer en Alexander Lippisch voor lesdoeleinden ontworpen zweefvliegtuig. Het vliegtuig is een doorontwikkeling van de Zögling 35 en werd tijdens de Tweede Wereldoorlog veel gebruikt om piloten op te leiden. Er zijn vanaf 1940 ook in Nederland exemplaren van dit vliegtuig gebouwd; er werden door de meubelfabriek Pander 555 zweefvliegtuigen van dit type voor het paramilitaire Nationalsozialistische Fliegerkorps NSFK gebouwd. Het enige nog bestaande Pander vliegtuig is een SG-38 in bezit van het Suomen Ilmailumuseo (Fins Luchtvaart Museum) in Helsinki.